# 越後ながおかバイオマス地域協議会
越後ながおかバイオマス地域協議会（えちごながおかバイオマスちいききょうぎかい）とは、新潟県長岡市にある団体で、農林水産省の支援を受けてクリーンなバイオ燃料の利用促進・普及活動を通して、低炭素社会、地産地消の循環型社会の構築に向けた活動を行っている。

## 概要
- ながおか菜の花プロジェクト推進事業
  - 平成20年度、実証実験（市民参加型の体験事業として栽培～加工～利用～回収～再利用システムを実証実験）
  - 平成21年度、実証環境整備、資源再利用の環境整備（バイオボイラー等設置）
  - 平成22年度、総括・検証（木質エネルギー利用サイクル等の研究、導入準備）
- 他資源による資源循環サイクル推進事業
  - 地域内資源（菜の花・エゴマ等）を再利用するサイクルシステムを導入
    - 木材利用、木質エネルギー利用サイクル（森林組合との協働を模索）
    - バイオマスエタノールなどの実証実験開始
    - 資源作物の普及活動

## 役員
- 会長、株式会社コープビル（ホテルニューオータニ長岡）総支配人 池井宗之（原料供給者）
- 副会長、株式会社伊丹自動車 会長 伊丹敏彦（バイオ燃料製造事業者・バイオ燃料供給事業者）
- 委員、JA越後ながおか 会長 田井忠榮（原料供給者）
- 委員、JR東日本新潟シティクリエイト株式会社 前社長 丸山富夫（原料供給者）
- 委員、越後製菓株式会社 顧問 星野一郎（原料供給者）
- 委員、長岡市飲食業組合連合会 会長 須藤由彦（原料供給者）
- 委員、株式会社新潟クボタ 社長 吉田至夫（バイオ燃料実儒者）
- 委員、三陽産業株式会社 社長 足立武博（バイオ燃料実儒者）
- 委員、NPO法人長岡市消費者協会 副会長 鳥越玲子（消費者代表）
- 委員、女性会「未来を語るビーナスネット」恩田真弓（消費者代表）
- 委員、環境保全団体「大河津ネット」 代表 遠藤文則（農業者代表）
- 委員、長岡市役所 農林部長 神田剛
- 委員、長岡市役所 環境部長 金山宏行
- 監事、社団法人新潟県環境衛生中央研究所 所長 金子賢司（有識者）
- 監事、株式会社江口経営センター 社長 江口清市（有識者）
- オブザーバー、新潟県長岡地域振興局農林振興部 副部長 小幡武志
- オブザーバー、新潟県長岡地域振興局農林振興部 生産振興課長 高橋晴美
- 事務局、株式会社伊丹自動車 BDF事業部長 森下功一